# 王肇治
王肇治（1899年1月—1989年3月28日），字权初，男，辽宁海城人，中国政治人物，中国国民党革命委员会中央委员会原常务委员，黑龙江省政协原副主席，黑龙江省人大常委会副主任，第五、六届全国政协委员。